# Nelidia ancora
Nelidia ancora är en insektsart som först beskrevs av Stsl 1862.  Nelidia ancora ingår i släktet Nelidia och familjen vedstritar. Inga underarter finns listade i Catalogue of Life.